# Борисов, Вадим Михайлович
Вади́м Миха́йлович Бори́сов (9 февраля 1945  Москва  — 29 июля 1997, Апшуциемс) — советский и российский историк и литературовед, специалист по истории Русской православной церкви XIV—XV веков.

## Биография
Окончил исторический факультет МГУ имени М. В. Ломоносова.
Во время газетной травли А. И. Солженицына в январе 1974 года выступил с открытым письмом в его защиту. Будучи аспирантом, участвовал в сборнике «Из-под глыб» (1974), где опубликовал статью «Личность и национальное самосознание». А. И. Солженицын так оценил данную статью:

Это одна из центральных статей Сборника. Она большой философской и нравственной высоты. Она поднимается гораздо выше тех напряжённых споров по национальному вопросу, которые у нас сегодня в стране идут. Но я тем более затрудняюсь её вам пересказывать. Автор в самом общем виде исследует: является ли национальное самосознание атавизмом и нравственной неполноценностью, как это сейчас широко распространено понимать. Он исследует — откуда появилось вообще у человечества понятие личности? Оно появилось из христианства. Христианство знает иерархию личностей, начиная от личности Божества, и в этой иерархии нация есть тоже личность. И история народа есть как бы биография личности. В каждый данный момент никто из нас не есть весь «я» — мы себя проявляем как-то хуже, лучше, полнее или беднее, и только вся наша биография, вся наша жизнь выражает нашу личность. Так и народ в каждый данный момент не есть вся национальная личность, а только целой своей историей он выражает свою личность.

Все эти проблемы Борисов ставит в той обстановке, когда напряжённый вопрос перед всеми нами в Советском Союзе: в нынешнем своём упадке Россия умирает или не умирает?
Окончил аспирантуру Института истории СССР Академии наук. Московский университет не разрешил Борисову представить к защите диссертацию по истории Православной Церкви XIV и XV веков.. Благодаря своим глубоким знаниям и обширному кругозору его консультациями пользовались многие историки и филологи. Участвовал в диссидентском движении, в результате чего был лишён возможности научной карьеры.
Стал доверенным лицом А. И. Солженицына в Советской России. Борисов не только собирал для Солженицына материалы, он выполнял и семейные поручения. Например, он вывез из города Георгиевска на Кавказе парализованную тётю Солженицына, после чего она какое-то время жила у Борисовых в Москве, а потом её устроили под их же опекой в Подмосковье.
Солженицын же поддерживал большую семью Борисова, к этому времени в ней было уже четверо детей. Борисов составитель самиздатовского сборника «„Август Четырнадцатого“ читают на родине».
В 1974 году вместе с И. Р. Шафаревичем, В. Ф. Турчиным, Леонидом Бородиным, Агурским, Сергеем Ковалёвым, Татьяной Великановой и другими подписал открытое письмо протеста против ареста Владимира Осипова, редактора рукописных журналов «Вече» и «Земля».
В 1975 вместе с Шафаревичем, Световым и Игорем Хохлушкиным открыто выступил в защиту о. Дмитрия Дудко, лишённого прихода под давлением властей.
В июне 1976 года в числе двадцати семи христиан, принадлежащих к шести деноминациям, подписал самиздатское Обращение к Президиуму Верховного Совета СССР и Всемирному Совету Церквей, так называемое «Экуменическое обращение». В этом обращении анализировалась дискриминация верующих в СССР. Двенадцать из подписавших были члены Русской православной церкви, остальные — католики, баптисты, адвентисты и пятидесятники.
В 1988—1991 годах заместитель главного редактора журнала «Новый мир». Борисов составил комментарии к роману «Доктор Живаго» Б. Л. Пастернака. Благодаря его инициативе этот роман, ранее запрещённый в СССР, был опубликован в «Новом мире», также были впервые опубликованы и многие произведения А. И. Солженицына, прежде всего «Архипелаг Гулаг», публикация которого была условием возвращения писателя на родину. В конце 1980-х — начале 1990-х Борисов был литературным агентом А. Солженицына в СССР. Был обвинён Солженицыным (по мнению Л. Е. Улицкой и Г. Я. Бакланова ошибочно) в денежных злоупотреблениях.
Летом 1997 года во время отдыха Вадим Борисов погиб, утонув в Балтийском море под Апшуциемсом.

## Семья
- Дочь — Анна Карельская (в девичестве Борисова) (род. 1968), окончила романо-германское отделение филфака МГУ[11].
- Дочь — Мария Карельская (в девичестве Борисова) (род. 1973), окончила филфак МГУ и отделение романо-германской литературы Кёльнского университета[11].
- Сын — Дмитрий Борисов (род. 1976), автор идеи клуба «Проект ОГИ»[11].
- Сын — Николай Борисов (род. 1980), экономический журналист[11].

## Работы
- Борисов В. В поисках пропавшей истории. // Вестник РХД № 125 (II), 1978 г.
- Борисов В. Книги Солженицына поднимут уровень духовности нашего общества // Книжное обозрение. — 1989. № 32;
- Борисов В. У Солженицына, в Вермонте // Литературная газета. — М., 1989. — 29 нояб. — No 48. — С. 5.
- Борисов В. М., Левитская Н. Г. «Архипелаг ГУЛАГ» читают на Родине: из писем в ред. «Нового мира», 1989—1990 // Новый мир. — 1991. — № 9. — С. 233.
- Борисов В. [О рассылке Русским общественным фондом помощи преследуемым и их семьям книги «Архипелаг ГУЛАГ» бывшим политзаключённым] // Аргументы и факты. 1992. Апр. (№ 14). С. 8.
- Вадим Борисов. Статьи, документы, воспоминания. М.: Новое издательство, 2017. — 476 с.